# Pariser Kubikfuß
Der Pariser Kubikfuß war im 17. und 18. Jahrhundert europaweit, im vormetrischen Zeitalter, eine Referenzeinheit für Flüssigkeiten. Er war Länge × Breite × Höhe je 1 Fuß groß.
Nachdem im Jahr 1799 der Meter zu einer Länge von exakt 443,296 Pariser Linien definiert wurde, hatte der Pariser Fuß eine Länge von exakt 4500⁄13853 Meter (≈ 32,48& cm). Vorher unterlag das Maß regionalen Schwankungen.
- 1 Pariser Fuß = 12 Pariser Zoll = 144 Pariser Linien ≈ 32,4839 cm
- 1 Pariser Kubikfuß = 1728 Pariser Kubikzoll = 2.985.984 Pariser Kubiklinien = 91.125.000.000⁄2.658.468.401.477 m³ ≈ 0,034 277 255 m³ ≈ 34,277 Liter

Ein Kubikmeter entsprach 29,173851 Pariser Kubikfuß.
Viele Maßangaben, die regional sehr unterschiedlich waren, wurden mit dieser Einheit vergleichbar.